# Allominettia assimilis
Allominettia assimilis är en tvåvingeart som beskrevs av Edward Broadhead 1989. Allominettia assimilis ingår i släktet Allominettia och familjen lövflugor.
Artens utbredningsområde är Panama. Inga underarter finns listade i Catalogue of Life.